# Eisweindenkmal (Bingen)

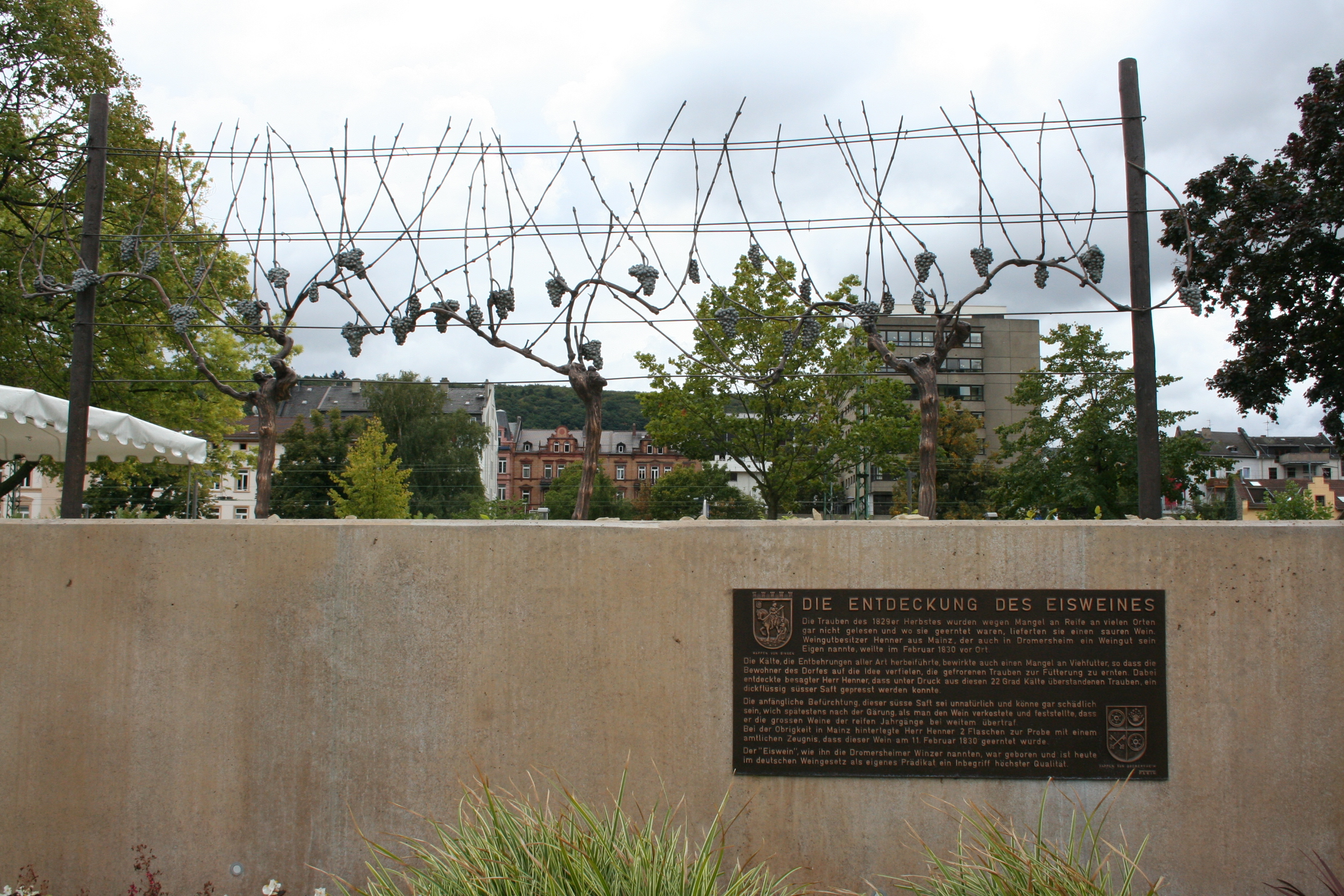
Eisweindenkmal in Bingen am Rhein

Das Eisweindenkmal in Bingen am Rhein ist ein zur Landesgartenschau 2008 in der Nähe der Vinothek Bingen errichtetes Denkmal.
Das Eisweindenkmal erinnert an die Entdeckung des Eisweins in Bingen-Dromersheim zur Jahreswende 1829/1830. Der Entwurf stammt von der Binger Architektin Britta Dickescheid. Das Denkmal wurde vom Weinsenat Binger Mäuseturm gestiftet. Das in Bronze gegossene Denkmal bildet eine Rebzeile aus mehreren Rebstöcken mit Eisweintrauben nach. Zwei Jahre später wurde das Denkmal um eine Gedenktafel für die Verdienste Heinrich Grünewalds für den Binger Wein ergänzt. Das Denkmal steht am Binger Rheinufer, dem Entree des UNESCO-Welterbes Oberes Mittelrheintal in der Nähe des Zuflusses der Nahe in den Rhein.
Im Jahr 2010 wurde ein weiteres Eisweindenkmal im Binger Stadtteil Dromersheim aufgestellt.